# Gored gored
Le gored gored est un plat de bœuf cru coupé en petits cubes, consommé en Éthiopie et Érythrée. La viande n'est pas marinée ; elle est consommée avec des épices (généralement le mélange appelé mitmita, mais aussi l’awazi, un mélange de moutarde et de piment), parfois avec un mélange d'épices et d’araqi (alcool distillé à partir de céréales). Les parties grasses sont également consommées. Le gored gored peut être mangé réchauffé, ou cuit « aller-retour » (lebleb).
Comme le ketfo, c'est un plat populaire et considéré comme un plat national. Le ketfo est un mets semblable, dans lequel la viande crue est hachée finement et mélangée à du beurre et des épices. 